# Конрад Баварски
Конрад (на немски: Konrad von Bayern, * 1105 в Равенсбург; † 17 март 1154, Модуньо, Апулия) е монах, цистерианец и блажен.
Произлиза от фамилята Велфи. Син е на баварския херцог Хайнрих IX Черния († 1126) и на Вулфхилда Саксонска († 1126), дъщеря на саксонския херцог Магнус от род Билунги. Сестра му Юдит († 1130/31) е майка на император Фридрих Барбароса.
През 1147 г. под влиянието на Бернар от Клерво той става монах в неговия манастир. През 1151 г. той отива в Света земя, за да живее там като отшелник, но през 1153 г., заради заболяване на Бернар е извикан обратно в Европа. Той постъпва в манастир Модуньо в Апулия, където умира. Неговите реликви се намират в Молфета. На 7 април 1832 г. той е признат за блажен от папа Григорий XVI. В Ордена неговият празник е на 9 февруари.